# Sima Guang
Sima Guang (tradicionalno kitajsko 司馬光) s častnim imenom Džunši je bil kitajski zgodovinar, politik in pisatelj, * 17. november 1019, † 11. oktober 1086. 
Bil je visoko pozicioniran učenjak in uradnik dinastije Song in avtor monumentalne zgodovinske knjige Dzidži Tongdžjan. Sima je bil politični konservativec in nasprotnik Vang Anšijevih reform. 

## Zgodnje življenje
Ime je dobil po rojstnem kraju, prefekturi Guang, kjer je njegov oče Sima Či (司馬池) služboval kot okrožni sodnik v okrožju Guangšan. Simovi predniki so bili iz okrožja Šja v prefekturi Šan in trdili, da so potomci Cao Veijevega uradnika Sima Fuja iz 3. stoletja. 
Znana zgodba pripoveduje, kako je mladi Sima Guang nekoč rešil tovariša, ki je padel v ogromno kad, polno vode. Medtem ko so se drugi otroci v paniki razbežali, je Sima Guang mirno pobral kamen in prebil luknjo ob dnu kadi. Voda je iztekla in njegov prijatelj je bil rešen.
Pri šestih letih je Sima Guang poslušal predavanje o zgodovinski knjigi Dzuo Džuan iz 4. stoletja pr. n. št. Očaran je doma pripovedoval zgodbe iz te knjige. Postal je tako vnet bralec, "da ni prepoznal lakote, žeje, mraza ali vročine".
Sima Guang je zgodaj uspel kot učenjak in častnik. Ko mu je bilo komaj dvajset let, je opravil cesarski izpit z najvišjim činom jìnshì (進士, metropolitski diplomant) in naslednjih nekaj let preživel na uradniških položajih. 

## Poklicno življenje
Najpomembnejše delo Sima Guanga je njegova mojstrovina Dzidži tongdžjan, zaradi katere je  "morda največji od vseh kitajskih zgodovinarjev".
Leta 1064 je Sima cesarju Jingdzongu iz Songa predstavil pet zvezkov (卷) dela Liniantu (歷年圖, Preglednica zaporednih let), v katerem je kronološko povzel dogodke v kitajski zgodovini od leta 403 pr. n. št. do 959 n. št. Delo je služilo kot reklama za sponzoriranje njegovega ambicioznega zgodovinopisnega projekta.  Datuma sta bila izbrana zavestno. Leto 403 pr. n. št. je pomenilo začetek obdobja vojskujočih se držav in razdelitev države Džin, kar je sčasoma privedlo do ustanovitve dinastije Čin. Leto  959 n. št. je pomenilo konec obdobja petih dinastij in desetih kraljestev ter začetek dinastije Song. 
Leta 1066 je predstavil podrobnejših osem zvezkov Tongdžija (通志, "Celoviti zapisi"), ki opisuje kitajsko zgodovino od 403 pr. n. št. do 207 pr. n. št. (konec dinastije Čin). Cesar je po predstavitvi izdal odlok za pripravo prelomne univerzalne zgodovine Kitajske, mu odobril popoln dostop do cesarskih knjižnic in dodelil sredstva za stroške pisanja, vključno z raziskovalno pomočjo izkušenih zgodovinarjev, kot so bili Liu Ban (劉攽, 1022–1088), Liu Šu (劉恕, 1032–1078) in Fan Dzuju (范祖禹, 1041–1098). 
Po Jingdzongovi smrti leta 1067 je bil Sima povabljen v palačo, da bi cesarju Šendzongu iz Songa predstavil svoje delo, ki še ni bilo dokončano. Novi cesar ni le potrdil zanimanja, ki ga je pokazal njegov oče, ampak je pokazal svojo naklonjenost s cesarskim predgovorom, v katerem je spremenil naslov Tongdži (Celoviti zapisi) v Dzidži Tongdžjan (Celovito ogledalo za pomoč pri vladanju). Učenjaki razlagajo, da je "ogledalo" v naslovu  pomenilo referenčno delo in smernice, kar kaže, da je Šendzong sprejel Sima za svojega vodnika pri preučevanju zgodovine in njeni uporabi v vladanju. Cesar je podpiral pisanje Simove obsežne zgodovine vse do njenega zaključka leta 1084. 
Od poznih 1060. letih je Sima postal vodja konservativne frakcije na dvoru, ki je odločno nasprotovala politiki kanclerja Vang Anšija. Sima je postajal do prestola vse bolj kritičen do leta 1070,  ko je zavrnil nadaljnje imenovanje in se umaknil z dvora. Leta 1071 se je naselil v Luojangu, kjer je živel z uradno sinekuro, ki je zagotavljala dovolj časa in sredstev za nadaljevanje pisanja Dzidži Tongdžjana. Zgodovinar in cesar sta se še naprej razhajala glede politike, a se je Simova prisilna upokojitev izkazala za bistveno za dokončanje njegove kronološke zgodovine v naslednjem desetletju in pol.

## Smrt
Cesar Šendzong je umrl leta 1085, kmalu potem, ko je Sima dvoru predložil Dzidži Tongdžjan. Sima je bil nato odpoklican na dvor in imenovan za načelnika vlade cesarja Džedzonga iz Songa. Ta čas na oblasti je izkoristil za preklic številnih reform in naslednje leto umrl. 

## Dosežki
Sima Guang je veliko dosegel kot državnik in zgodovinar in bil ob tem tudi leksikograf, ki je morda urejal Džijun. Več desetletij je sestavljal slovar Leipian (izvirno Jupian, Zaupna poglavja). Slovar je temeljil na slovarju Šuoven Džjedzi (說文解字/说文解字, Pojasnila enostavnih in analiza sestavljenih pismenk), ki je vseboval  31.319 kitajskih pismenk, od katerih so bile mnoge skovane v dinastijah Song in Tang. Njegove Družinske zapovedi Sima Guanga (司馬溫公家訓) so prav tako splošno znane in preučevane na Kitajskem in Japonskem.

## Sklica
1. 1 2  Song Shi, ch. 336.
2. ↑  de Crespigny 1973, str. 65.
3. ↑  »The family precepts by Sima Guang«. Vincent's Calligraphy (v britanski angleščini). Pridobljeno 20. januarja 2018.